# Universidad Saint Francis
Universidad Saint Francis (Saint Francis University en idioma inglés) es una universidad privada, católica, de los frailes franciscanos, situada en 600 acres de terreno en Loretto, Pensilvania, Estados Unidos.

## Historia
Fue fundada como Saint Francis College en 1847 por seis frailes franciscanos llegados desde Irlanda, por lo que es la universidad franciscana más antigua de los Estados Unidos y una de las universidades católicas más antiguas de ese país.
En un principio solamente admitía alumnos masculinos, pero fue una de las primeras universidades católicas en aplicar la coeducación. 
En 2001 cambió de nombre de Saint Francis College a Saint Francis University.

## Deportes
La universidad compite en la Northeast Conference de la División I de la NCAA.